# Teorija queera
Teorija queera nastala je 1990-ih godina iz evoluirajućih koncepata gejskih i lezbijskih studija, ustanovljene feminističke kritike, opće društvene kritike, ali i same gejske i lezbijske politike. Težnja jest pomno proučiti koncepte identiteta nastalih iz roda i spola u društvu. Najznačajniji autori teorije queera, koji su je zapravo osnovali, jesu francuski poststrukturalist filozof, povjesničar i aktivist Michel Foucault te književna kritičarka i feministica Judith Butler.
Teorija queera nema izvorište u određenoj točci u vremenu, već se vjeruje da se kao termin počela koristiti na raznim konferencijama održanim u SAD-u krajem osamdesetih godina 20. stoljeća na temu prava za LGBT, postmodernizma i poststrukturalizma. U tom smislu teorija queera objedinjuje gejske i lezbijske studije, feminističke studije, ali i brojne pravce poststrukturalističke teorije. 
Mnogi koji zagovaraju teoriju queera žele posve potisnuti gej i lezbijske studije, smatrajući ih po prirodi konformističkima ustaljenim društvenim normama. Takvi radikalni pristupi zagovaraju dekonstrukciju svih tradicionalnih normi u društvu te smatraju da, primjerice, traženje prava na istospolni brak ne predstavlja koristan pomak za LGBT osobe.
Uz već spomenutu Judith Butler, najznačajnije spisateljice teorije queera su Antu Soraine, Tamsin Spargo i Adrianne Rich. Dok se David Halperin bavi seksualnošću antike, a Gayle Rubin poklonicima BDSM i kulturom kožnjaka (eng. „leather culture”), neki poput Eda Cohena, Jonathana Dolimorea, Leeja Edelmana i Yvonne Yarboro sukobljavaju queer teoriju i gej i lezbijske studije. Upravo zahvaljujući njima može se reći da je primarna razlika između queer teorije i gej i lezbijskih studija u samom pristupu prema LGBTIQ populaciji. Queer teorija proučava odnose normi naspram onoga što je „queer” s naglaskom na seksualnost, analizirajući ju i tumačeći je, dok se gej i lezbijske studije fokusiraju na gej i lezbijski identitet i na neravnopravnost u odnosu na većinsku heteroseksualnu populaciju.
Prva osoba koja je počela upotrebljavati termin „queer” je Teresa de Lauretis.

## Teorija queera u Hrvatskoj i obližnjim zemljama
U Hrvatskoj je queer-teorija relativno slabo zastupljena. Queer publikacije možemo pronaći kao prilog u listu „Zarez“ pod nazivom „Queer portal“ za koji su pisali (i pišu): Trpimir Matasović, Željko Mrkšić, Gordan Bosanac, Jelena Poštić, Sanja Juras, Andrea Špehar i dr. Od ostalih publikacija možemo naići još samo prevode Foucaluta, Richove te neke radove autorice Sanje Sagaste. Pojavom Queer Zagreb festivala od 2003. pokušavaju se približiti queer-kultura, queer-teorija i queer-aktivizam.
Kao jedinog queer teoretičara u regiji, koji se tako naziva i u medijima, može se navesti Dušana Maljkovća, urednika časopisa „Gay (to!)“ i portala Gej - Srbija, voditelja emisije „Gayming“ na radiju „Beograd 202“ koja se emitrala do kraja 2004. godine. Maljković je autor mnogih književnih i teorijsih tekstova („Jebeš konzervativno“), koautor je dvije knjige – „Rečnika osnovnih feminističkih pojmova“ itd.

## Queer kao dekonstrukcija roda
Kao alternativu identitetima (spolnim i/ili rodnim), queer teorija je predstavila queer kao dodatni (ne)identitet. Ako queer teorija osporava i suprotstavlja se normi, postoji opasnost da i sama nametne normu neidentiteta i tada bi postala paradoks samoj sebi. Ako queer postane norma – u tom trenutku prestaje biti queer.  Queer nije (samo) kategorija identiteta, već proces neprekidnog "remećenja".
- "Obrnuti diskurs" je jedan on najznačajnijih termina queer teorije, a uvodi ga Michel Foucault. Taj diskurs je opisan kao posljedica otpora LGBTIQ osoba koje objašnjavaju terminologiju koja je diskvalificirala homoseksualnost („inverzija“, „pederastija“, „duševni hermafroditizam“) i prihvaćaju je kao "pozitivnu". Tako je, do tada vrlo pogrdan termin "queer" prihvaćen kao identitet, kultura i politika (teorija). Takav obrnuti diskurs, kojeg koristi i sam Foucault, može se smatrati prvim poticajem za nastanak queer teorije. U Hrvatskoj najpoznatiji primjeri "obrnutog diskursa" jest plakat Queer Zagreb "... i homofobi su ljudi", te manifestacija Zagreb Pride, posebice plakat "Živjela perverzija!".

- Rod kao društvena privremenost - kontroverzna teza koju uvodi Judith Butler, a queer osobe ga ponekad doživljavaju doslovno. Kaže se da se rod može zapravo birati u skladu s dnevnom garderobom. Butlerova zaključuje da se ne ponašamo na određeni način zbog našeg rodnog identiteta, već do toga identiteta dolazimo kroz obrasce ponašanja koji odražavaju norme roda.

Najveća kritika queer teorije koja se upućuje gej i lezbijskoj zajednici je društvena integracija, kopiranje hetero-patrijahalnih normi (poput institucije braka odnosno kopiranje rodnih uloga u istospolnoj zajednici, njezina institucionalizacija i rodni odnos moći). Dok su sedamdesetih godina XX.st. i gejevi i lezbijke zajedno s transrodnim osobama i ostalima, svi bili u današnjem smislu queer, iskoračenjem (coming outom) i kopiranjem normi dominantne kulture, došlo je do svojevrsnog zahlađenja odnosa unutar LGBTIQ zajednice.
Socijalna integracija koju su prihvatili neki gejevi i lezbijke, poziva na društveni ugled – te su osobe željele postati dio „prolaznog svijeta“, te mu se žele prilagoditi i postati slični njemu, prodavši tako svoj uvjet za ravnopravnost. To „prodavanje uvjeta za ravnopravnost“ spočitava queer teorija smatravši da je takvo formiranje lezbijskog i gej ideala izdvajanjem iz donedavno „devijantne“ skupine, ništa drugo nego priklanjanje bjelačkoj buržoaziji.
Transrodne osobe, koje su u ostalom i pokrenule suvremeni LGBTIQ pokret, prve izašavši na ulice i sukobivši se s policijom 1969. na prvim Stonewall demonstracijama, nisu bile „društveno prolazne“ i teže bi se uklopile u dominantnu kulturu poput gejeva i lezbijki.
Osamdesetih godina 20. stoljeća tako su se našli na jednoj strani „asimilirani“ bijeli gejevi i lezbijke, a s druge strane osobe koje se nisu mogle uklopiti u društvenu normu: transrodne osobe: butch (maskulinizirane) žene, feminizirani muškarci, transseksualne osobe, transvestiti – crossdreseri, drag queens/drag kings; feministice, pobornici poligamije, pobornici/e grupnog seksa, the aggressives (Afroamerički transrodni identitet, sado-mazohisti, Afroamerička i Latino(američka) manjina....). 
Pojavom HIV/AIDS-a 1980-ih godina cijela razjedinjena LGBTI(Q) zajednica doživljava novi potres. HIV/AIDS se počinje tumačiti kao „bolest homoseksualaca“ a cijela strategija prilagodbe (socijalna integracija) postaje upitna.
Prije pojave HIV/AIDS-a objekt gej i lezbijske politike bila je seksualna preferencije pojedinca. Pojavom HIV/AIDS-a, dolazi do radikalizacije gej i lezbijske politike. Može se reći da identitet više ne postaje centar cijele politike, već se daje kolektivna podrška oboljelima i dolazi do zajedničkih istupa protiv novog vala homofobije. Seksualna praksa jedino dolazi do izražaja kao edukacija o sigurnom seksu.
Usred HIV/AIDS histerije queer počinje ulaziti u popularnu kulturu. Na brojne konferencijama koje se održavaju krajem 80-ih u Sjedinjenim državama na temu rodne neravnopravnosti, HIV/AIDS-a i gej i lezbijskih prava, počinju se koristiti i termini poput „queer nation“, queer nacionalizam. 
Queer je i dan danas vrlo kritičan prema socijalnoj integraciji gejeva i lezbijki. Danas queer teorija/pokret se razvija zasebno od gej/lezbijskog iako je nastala iz gej i lezbijskih studija, njihovog fokusa na proširivanje važećih konstruiranih kategorija normalnog seksualnog ponašanja. Međutim, dok se gej i lezbijski studiji uglavnom bave pitanjima homoseksualnosti, queer teorija proširuje polje interesa, posebno zanimajući se za ono što se smatra seksualnim devijantnim ponašanjima, različitim seksualnim identitetima te političkom kritikom suvremenog društva u odnosu na seksualnost, što uključuje i kritiku gej i lezbijskih studija. 
Unutar same queer teorije dvije velike struje fokusirane su na kritiku binarne rodno-spolne klasifikacije. Binarna rodno-spolna klasifikacija sagledava se kao (hetero)patrijarhalna norma koja priznaje postojanje samo dva spola s pripadajućim rodnim ulogama. Proučavanjem transseksualnih i transrodnih osoba nastoji se opravdati zaključak kako je rod vrlo teško vezivati za biološki spol. Upravo u ovom trenutku Butlerina rečenica zauzima ključan trenutak jer dokazuje da određeno ponašanje transseksualnih/transrodnih osoba nije takvo zbog njihovog rodnog identiteta već zato što njihovo ponašanje odražava vrijednosti koje društvo vidi kao suprotne vrijednosti  roda od normi koje pripisuje njihov biološki spol.
Queer nation bila je radikalna gej/lezbijska grupa koja zajedno za organizacijom Pink Panthers organizirala ilegalne ulične patrole čiji je cilj bio sprječavanje nasilja nad homoseksualcima. Uz to, grupa Queer nation je održavala i organizirala počasti žrtvama homofobije, preminulima od HIV/AIDS-a, organizirala predavanja o sigurnom seksu i samoobrani, organizirala brojne medijske i umjetničke kampanje. U svojoj prezentaciji koristili su retoričku strategiju korištenja dotad pogrdnog i uvrjedljivog termina „queer (peder).“   Smatrali su da će korištenjem pogrdnih termina skrenuti pažnju s identiteta i fokusirati na politički i kulturni položaj homoseksualnih osoba. Grupa Queer nation je stvorila drugu vjerojatno najpoznatiju američku queer grupu ActUP, koja se raspala krajem 90-ih nakon što je AIDS i situacija s njime promijenila značaj za društvo i postala "samo" kronična bolest. Aktivisti i aktivistkinje ActUPa i Queer Nation koji su tvorci slogana "We're here, we're queer get used to it!" i slogana i kampannje "Silence = Death", najzaslužnije grupe za implementaciju queer politike i općenito implementaciju queera u aktivizam i jezik. 
Druga struja queer teorije proučava camp supkulturu. Camp je urbani stil s kraja osamdesetih, početka devedesetih godina prošlog stoljeća, koji se očituje u pretjerivanju igranja i kombinaciji rodnih uloga u odijevanju i ponašanju. Camp kombinira konvencionalna obilježja rodnih suprotnosti poput primjerice uske mini-suknje u kombinaciji s visokim potpeticama i dlakavim nogama i stiliziranom bradom i brkovima na našminkanom licu. Camp osobe žele izazvati reakciju i pitanja poput: „je li to muškarac ili žena?“, „je li on ili ona homoseksualac ili heteroseksualac?“, „je li on ili ona možda nešto "treće"?“ Suvremeni queer upravo u postavljanju takvih pitanja vidi svoj smisao. Takve kontroverze posve ruše tradicionalnu koncepciju roda i spola, seksualne orijentacije, ne davajući odgovore na postavljena pitanja...ili možda davajući više mogućih odgovora.
Camp se danas razvio i dijelom u tzv. genderqueer, nešto profinjeniji neidentitet. Genderqueer osobe još više izazivaju rodne norme te ponekad i suvremenom tehnologijom modificiraju svoja tijela na način da se primjerice dio tijela supermaskulinizira, osim glave koju se plastičnim operacijama nastoji još više „poženstveniti“ u stilu Jessice Rabbit. Genderqueer osobe na sve moguće načine nastoje srušiti bilo kakvu rodnu ili spolnu pretpostavku. Uz takvu pojavu, genderqueer osobe otvoreno pričaju o svojim seksualnim aktivnostima s oba „konvencionalna spola“, ali i s drugim genderqueer osobama, cijelo vrijeme osvrćući se na sebe u oba gramatička roda. Genderqueer su osobe koje se ne uklapaju u tradicionalni binarni rodni sustav, a identificiraju se s queer vremenom, prostorom, kulturom i izričajem.